# 暮らしカルマガジン みかさつかさ
『暮らしカルマガジン みかさつかさ』（くらしカルマガジン みかさつかさ）は、2001年4月7日から2008年3月29日まで、毎日放送（MBSテレビ）で放送された関西ローカルの生活情報バラエティ番組である。放送時間は、毎週土曜17:00 - 17:30（JST）。関西電力の一社提供番組。ハイビジョン制作、字幕放送。通称『みかさつかさ』、新聞のラテ欄では『みかさ』と表記された。

## 番組概要
20代から40代の主婦を対象にしたグルメ・健康・住まいなどの事柄を扱う情報番組として放送された。番組タイトルの「みかさつかさ（mi casa,tu casa）」とは、スペイン語で「私の家はあなたの家」という意味から転じた「気楽にくつろいでください」の意味である。番組は、ユニバーサル・スタジオ・ジャパン（USJ）内にある「MBSスタジオ in USJ」で収録が行われた。番組後半の時間帯は、料理コーナーで構成され、料理のレシピは、番組の公式ホームページと放送当日の毎日新聞夕刊（大阪本社版）に掲載された。
2008年春、MBSのキー局であるTBSの土日夕方枠再編 に伴い、同年3月29日をもって7年間の放送を終了した。後継番組は『住人十色』。

## 出演者
司会
- かとうかず子（放送開始 - 2002年3月、初代メイン司会者、長期舞台出演のため降板）
- 秋野暢子（2002年4月 - 最終回まで、2代目メイン司会者）

進行
- 石田敦子（放送開始 - 2002年3月、当時MBSアナウンサー、現在は東京支社テレビ編成部）
- 八木早希（当時MBSアナウンサー、2002年4月 - 最終回）

スタジオレギュラー
- セイン・カミュ（放送開始 - 2005年3月26日）
- かつみ♥さゆり（2005年4月2日 - 最終回）

ナレーション
- 加藤康裕（当時MBSアナウンサー、放送開始当時。番組の提供クレジット読みは最終回まで担当していた。）
- 大月勇（当時MBSアナウンサー、加藤アナの後任で最終回まで、レポーターも兼任）

## スタッフ
- 構成 : 草場昭子、北村京子
- ブレーン : 東野ひろあき、近藤悦子、赤松利恵
- TD・SW : 永松良仁（MBS）
- VE : 三木典人（MBS）
- CAM : 関照男（MBS）
- 音声 : 古川靖久
- 照明 : 北田研二（MBS）
- VTR編集 : 伏見明修（東通）、三木直哉（MBS）
- MA : 坂東幸彦
- 音効 : 大北由紀絵
- アートプロデューサー : 水速賢
- アートディレクター : 長谷弘章
- タイトル : 松浦次郎（MBS企画）、佐々木好一
- 題字 : 小谷唯史
- タイトルCG : 紀野伸子
- 着ぐるみ製作 : *Yurika*
- 番組宣伝 : 宮本直明（MBS）
- キャスティングディレクター : 丸山隆司
- デスク : 波多野淳子
- AD : 大江雅子、菱田忠
- ディレクター : 松本武史、寺崎仁麻子、潮田尚久、増井孝美、阿曽まや
- AP : 藤田弘
- プロデューサー : 堀素子（MBS）、浦川雅至（MBS、後にMBS企画）
- 制作 : 大谷武文（MBS）
- 協力 : オフィスME、フードカンパニー、TELLY立体事務所、TOTO、オフィスべんけい、梅田ロフト、心斎橋ロフト
- 技術協力 : 東通（旧大阪東通）、SAプロ、アーチェリープロ、シネブレーン、Rebirth
- 美術協力 : 毎日舞台、高津商会、新光企画、藤貴園芸、MORE
- 制作協力 : MBS企画
- 製作著作 : 毎日放送